# Panini (sendvič)
Panini (jednotné číslo panino) je italský výraz pro sendvič připravený z jiného než plátkovaného chleba (takové sendviče se v Itálii nazývají tramezzino).
Panini se typicky připravují z ciabatty, michetty či z bagety. Chléb se podélně rozřízne a vyplní lahůdkovou náplní, jako je salám, šunka, sýr, mortadela či jiné pochoutkové potraviny. Někdy se podávají teplé, ohřáté na grilu či v mikrovlnné troubě. 
Sendvič připravený z plátkového chleba se v Itálii nenazývá panino, ale toust a obvykle se plní šunkou a několika plátky sýra, načež se rozpéká v toustovači. 
Oblíbená středoitalská verze panini se plní plátky vepřové porchetty pečené se solí, rozmarýnem a šalvějí. 

## Historie
První písemné záznamy o předchůdcích těchto sendvičů se sice objevily v italských kuchařských knihách již v 16. století a první americké zmínky o nich se datují do roku 1956, nicméně tento pokrm přišel v milánských barech zvaných paninoteche do kurzu až v 70. a 80. letech 20. století. 